# Petr Štrompf
Petr Štrompf (* 10. ledna 1953 Žatec) je český spisovatel, publicista, investigativní novinář, hudební textař.

## Život
Základní devítiletou školu absolvoval v Žatci. Vystudoval Střední průmyslovou školu báňskou v Duchcově. Po studiích pracoval jako důlní technik v hlubinných[zdroj?] dolech Severočeského kraje, přispíval do různých tiskovin jako fejetonista.
V roce 1983 se přestěhoval do Prahy, kde vykonával technické funkce ve stavebnictví. V roce 1990 se psaní začal věnovat profesionálně, nejdříve jako redaktor deníku Pražský expres. Ve stejném periodiku vykonával i povolání zahraničního zpravodaje (Velká Británie). Je zakladatelem týdeníku RING, ve kterém byl zástupcem šéfredaktora. Byl rovněž externím spolupracovníkem České televize a TV Prima v oblasti zpravodajství. V téže oblasti spolupracoval i s Českým rozhlasem (Radiožurnál, Regina Praha).[zdroj?]
Do roku 2018 vydal sedm knižních titulů, z nichž nejúspěšnější je detektivní román Práskač. Petr Štrompf je i autorem zatím nezrealizovaného filmového scénáře Rubáš pro majora, volně navazujícího na zmíněný detektivní román.
Hudební a textové tvorbě se věnoval i pro přestěhování do Prahy. Je autorem písní pro známé interprety - např. Lucie Bílá, Dalibor Janda, Petra Černocká Marcela Březinová aj..[zdroj?] Spolupracoval s žateckou rockovou skupinou Gradace, pro kterou psal písňové texty. V roce 2010 byl jeho román Práskač vydán podruhé. V roce 2018 se Petr Štrompf věnoval pouze literární tvorbě, jeho poslední knižní titul je román Kulku neuslyšíš.

## Dílo
- Zelená sedma, novela, 1988
- S hřebíkem v botě, román, 1992
- Hvězdy v Ringu, soubor rozhovorů se známými osobnostmi, 1994
- 4x s...(a něco navíc), životopisné herecké medailony, 1995
- Někdy je těžké dělat noviny, autobiografie,1996
- Práskač, román, 2009
- Kulku neuslyšíš, román, 2016